# Columba argentina
Серебристый голубь (Columba argentina) — это вид голубей, обитающих в Индонезии и Малайзии. Считалось, что он вымер, но дикие популяции, вновь открытые в 2008 году у острова Масокут, могут представлять этот вид, и фотографии из Симеулу подтверждают его существование.

## Описание
Серебристый голубь на расстоянии не отличим от голубя-пестрого императорского голубя, хотя это не точно, наоборот; поскольку окраска императорского голубя-пестрого может варьироваться от бледно-серого, чисто-белого до даже желтоватого, часто можно сказать, что птица не является C. argentina. При ближайшем рассмотрении серебристого голубя можно узнать по нескольким характеристикам: оперение всегда бледно-серебристо-серого цвета с черными ремиджами и кончиками рулевых перьев; на перьях тыльной стороны шеи может быть легкий зеленоватый оттенок. Черная часть хвоста одинакова по длине на всех перьях, в то время как она образует черный треугольник, направленный вверх на нижней стороне хвоста голубого императорского голубя. 
Наиболее отличительные характеристики расположены на голове, которая имеет разную форму, с покатым лбом, заметными темно-красными или пурпурными бородавками и глазами, а также более темным клювом на краю. база, темно-пурпурный с бледно-зеленым кончиком. Лапы голубовато-серые, с различными пятнами красного цвета. Их общая длина составляет около 36 см, самки в среднем немного крупнее и темнее самцов, а у молодых птиц, по-видимому, более песочный цвет на верхней стороне перьев и на груди. Хотя вес не регистрируется, сравнение с родственными видами дает в среднем 350 граммов. Цветовой узор, необычный для голубя колумба, вероятно, представляет конвергентную эволюцию в направлении PIP и, возможно, даже случай мюллеровской мимикрии, антихищническим атрибутом которого является привычка собираться в большие стаи, что затрудняет хищникам выбор отдельных птиц, и позволяет гораздо более редким серебристым голубям разделить это преимущество.

## Распространение
Этот вид был зарегистрирован в конце XIX — начале XX века на прибрежных островах моря Натуна (к западу от Борнео) и к западу от Суматры, Индонезия, и на прилегающем материке. Самая старая запись — это образец, предположительно сделанный около Понтианака до 1850 года. Поддающиеся проверке записи существуют с острова Буронг, Саравака (1899 г.), Сая на островах Лингга (тот же год), Симеулу (например, Телук Далам и Телук Лабуан Баджау, 1901 г.), Южный Пагай (1902 г.) и Сипура на островах Ментавай, острова Риау (несколько раз), Туангку Эйрдингин (1913 г.), Джемаджа Андриабу на островах Анамба (1925 г.), острова Северная Натуна (1928 г.) и в Джамби на Суматре и, возможно, Провинции Южная Суматра. Ранее зарегистрированные местонахождения включали Бинтан на островах Риау (июнь 1930 г.) и Пулау Гурунган Бесар на островах Каримата (март 1931 г.) и (неподтвержденные до 1937 г.) из Пулау Джарак в Малаккском проливе. Этот вид был повторно открыт по фотографии: «В 2008 году один особь был сфотографирован между островками острова Мастокут и островами Симайму, у южной оконечности Сиберута на островах Ментавай, Индонезия, что подтвердило, что этот вид выживает в дикой природе». Фотография серебристого голубя Columba Argentina с островов Ментавай, Индонезия, с примечаниями по идентификации, распространению и сохранению.

## Экология
Серебристый голубь известен из мангровых лесов и других лесных массивов на низменных прибрежных островах и в прилегающих прибрежных районах на высоте ниже 100 м над уровнем моря. Считается, что в сезон он бродит вокруг плода, и его часто находили вместе с гораздо более крупными стаями императорских голубей-пестрых. Он также размножается в гнездовых колониях этих птиц, вероятно, в течение нескольких месяцев, начиная с марта / апреля. Как и большинство других голубей, он строит на деревьях хлипкое гнездо из палок и откладывает одно белое яйцо с матовой, а не глянцевой скорлупой.

## Текущее состояние
BirdLife International классифицирует этот вид как находящийся под угрозой исчезновения (D1), что означает, что его популяция насчитывает менее пятидесяти взрослых особей. Однако это основано на отсутствии подтвержденных наблюдений, и, таким образом, этот вид может быть более распространенным и просто не идентифицированным из-за его сходства с голубым имперским голубем. Причины явного упадка птицы малоизвестны. Хотя вырубка лесов, особенно вырубка мангровых лесов, безусловно, отрицательно сказывается на этой птице, не известно, что она началась в таком раннем масштабе. Точно так же появление инопланетных хищников (например, одичавших кошек) поставит под угрозу размножение на прибрежных островках, но также не считается, что это было значительным на момент прекращения регистрации. Во всяком случае, этот вид больше не встречается на островах Буронг, Ментави и Риау сегодня и, вероятно, встречается только на Сиберуте, Симеулуе и некоторых из окружающих островков.
Есть несколько записей 1980-х и 1990-х годов, предположительно большого количества особей, из заповедника дикой природы Паданг-Сугихан и реки Сембиланг в Южной Суматре и национального парка Бербак в провинции Джамби. Предполагается, что эта птица может существовать, возможно, в значительном количестве, на Южной Суматре, особенно на полуострове Баньюасин или в заповеднике дикой природы Паданг-Сугихан. Однако ни одна из этих записей не была проверена, и этот вид никогда не считался особенно многочисленным. Совсем недавно серебристого голубя, как полагают, видели на Пулау Таланг Бесар, острова Таланг Таланг (часть национального парка Таланг-Сатанг), в 2001 году (Wilson, 2004). Бутчарт и др. (2006) также упоминают неподтвержденный рекорд 2002 года. 
В 2011 году особи, впервые обнаруженные в Танахбале на островах Бату, также ассоциировались с пестрыми и зелеными императорскими голубями. В 2016 году зоопарк в Ниасе обнаружил двух серебристых голубей в неволе, когда они проводили инвентаризацию.